# Viscaceae
Viscaceae, por vezes referida como viscácea, foi durante algumas décadas uma família da ordem das Santalales, que reúne sete géneros e 385 espécies, monóicas ou dióicas, de plantas hemiparasitas. As espécies incluídas neste agrupamento taxonómico caracterizam-se por ter folhas simples, inteiras, por vezes escamiformes, opostas, flores geralmente amarelas ou verdes, em espigas ou rácemos, e frutos bacáceos, por vezes explosivos. Parasitam árvores de quase todo o mundo, especialmente de regiões tropicais e subtropicais. Algumas são utilizadas como decoração de Natal e como plantas medicinais.
Ao longo das últimas décadas vários sistemas taxonómicos reconheceram este agrupamento como uma entidade taxonómica válida ao nível da família, em especial o Sistema de Cronquist de 1981. Contudo, o Sistema APG II de 2003, nesta matéria mantendo inalterado o Sistema APG, não reconhece este agrupamento como uma família autónoma, incluindo-o na família das Santalaceae sensu lato (s.l.). 

## Géneros
Quando considerada válida, a família das viscáceas incluía os seguintes géneros:
- Arceuthobium
- Dendrophthora
- Ginalloa
- Korthalsella
- Notothixos
- Phoradendron
- Viscum